# HNLMS De Zeven Provinciën (F802)
Pour les articles homonymes, voir HNLMS De Zeven Provinciën.
Le HNLMS De Zeven Provinciën (F802) est une frégate de la Marine royale néerlandaise, premier navire de la classe du même nom, en service le 26 avril 2002. Il s'agit d'une frégate de défense et de commandement, cette classe comporte trois autres navires les : HNLMS Tromp, HNLMS De Ruyter et HNLMS Evertsen. Ce navire est le huitième de la Marine royale néerlandaise à porter ce nom. Le nom fait référence aux sept provinces néerlandaises d'origine qui formaient ensemble l'union d'Utrecht.
Elle a été construite par Damen Schelde Naval Shipbuilding (anciennement Koninklijke Schelde Groep) à Vlissingen. Sa conception intègre une technologie furtive, ainsi que des radars avancés de conception néerlandaise tels que SMART-L et APAR.

## Histoire opérationnelle
Le 21 mars 2006, le porte-conteneurs Hyundai Fortune est l'objet d'une explosion majeure et un incendie massif dans les piles de conteneurs arrière sur le pont. L'équipage abandonne le navire et est récupéré par De Zeven Provinciën.
Le 4 avril 2006, le De Zeven Provinciën et le destroyer USS Roosevelt répondent au MV Dong Won qui signale une attaque à la roquette au large des côtes somaliennes. Cependant, les pirates détournent le navire et atteignent les eaux territoriales somaliennes après avoir menacé l'équipage capturé. Le De Zeven Provinciën et le Roosevelt surveillent la situation.
Le 29 mars 2009, alors que le De Zeven Provinciën fait partie de l'opération Atalante, le pétrolier de la marine allemande Spessart est attaqué par un bateau pirate de 7 hommes. Le Spessart a un détachement de sécurité de 12 hommes qui échange des tirs avec les pirates qui repoussent l'attaque. Le De Zeven Provinciën avec la frégate allemande Rheinland-Pfalz, la frégate grecque Psara, la frégate espagnole Victoria et l'USS Boxer interviennent. Les pirates sont ensuite capturés après une poursuite de quelques heures,.